# 廣鼻曲齒鮫
廣鼻曲齒鮫（学名：Loxodon macrorhinus），又名彎齒鯊、沙條、尖頭沙，为白眼鮫科彎齒鯊屬下的一个种。该物种主要分布于印度洋和太平洋海域，栖息深度为7米至100米，体长可达95公分。